# Kamfaeng Fet
Kamfaeng Fet (tajlandski: กำแพงเพชร) je glavni grad istoimene tajlandske provincije na rijeci Ping, i imao je 30.114 stanovnika 2005. god. U njegovoj blizini se nalaze ruševine Starog grada Čakangraoa u kojemu, i njegovoj okolici, se nalaze brojni spomenici tajlandskog Sukotajskog kraljevstva iz 14. st. Zbog toga je Povijesni park Kamfaeng Fet, zajedno sa Sukotajem i Si Satčanalajom, upisan na UNESCO-ov popis mjesta svjetske baštine u Aziji i Oceaniji 1991. god.

## Znamenitosti
U Povijesnom parku Kamfaeng Fet nalaze se:
- ostaci starog grada Čankagraoa, istočno od rijeke Ping, koji je imao sličan geometrijski plan kao tajlandske drevne prijestolnice Sukotaj i Ajutaja, sa sakralnim i svjetovnim zonama i velikim građevinama od laterita;
- Nakhon Čum, vjersko središte na zapdnoj strani rijeke Ping s manjim hramovima od opeke
- te Trai Trueng koji se nlazi 18 km jugozapadno od Čankagraoa.

Od spomenika Kamfaeng Feta najznamenitiji su:
- Vat Fra Kaeo (วัดพระแก้ว) je budistički ovalni hram (vat) u središtu Čakangraoa s chedijem (stupa) koji ima bazu ukrašenu slonovima, okruženu s nekoliko kapela-tornjeva (prang) unutar niskog zida.
- Vat Fra Tat (วัดพระธาตุ) je izgrađen početkom 15. stoljeća s 15 m visokom kvadratičnom bazom u tradicionalnom tajlandskom stilu, tzv. "kamfaengfestski stil".
- S Mon (สระมน) je ruševina stare palače od koje je ostao samo zemljani zid s jarkom, kvadratičnog tlocrta s tri strane, dok je s četvrte gradski zid, te kvadratično jezero u sredini.
- Vat Fra Non (วัดพระนอน) hram je iz 14. st. koji ispred ima ceremonijalno jezero u kojemu stoji paviljon s jednim jedinim stupcem, najvećim u Tajlandu, visokim 6.4 m i promjera 1.1 m, isklesan iz jedne monolitne stijene. Njehova vihara (budistički samostan) s velikim ležećim Budom se potpuno urušio.
- Vat Fra Si Irijabot (วัดพระสี่อิริยาบถ) ima sličan oblik kao prethodni hram, te četiri skulture Bude u četiri različita položaja: hodajući, sjedeći, stojeći i ležeći, u tz. "sukotajskom stilu". Danas je samo stojeći Buda opstao na mjestu.

- Karta Povijesnog parka Kamfaeng Fet
- Vat Sing Buda
- "Slonovski friz" Vat Čang Roba
- Slon Vat Fra Kaeoa
- Ležeći Buda Vat Fra Kaeoa
- Vat Fra Tat
- Skulptura Bude u Vat Fra Si Irijabotu

## Vanjske poveznice
- Službene stramice svjetske baštine Sukotaja  Arhivirana inačica izvorne stranice od 28. srpnja 2011. (Wayback Machine) (engl.)
- Povijesni park Kamfaeng Fet (engl.)